# Todd-AO

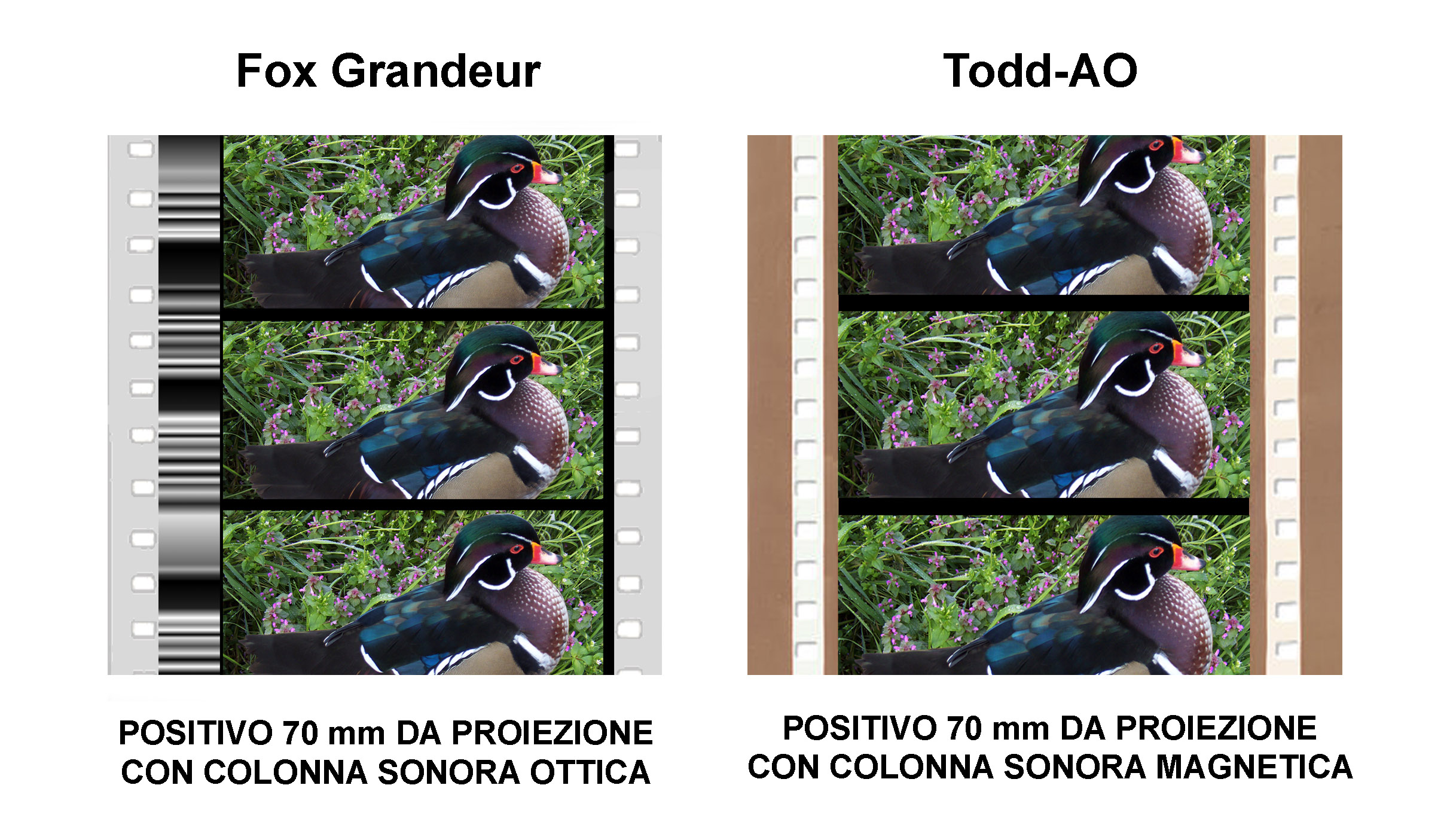
Comparació del sistema Fox Grandeur i el sistema Todd-AO.

El Todd-AO és un format cinematogràfic que utilitzava un negatiu de 70 mm i 5 perforacions d'arrossegament per fotograma, i que tenia una relació d'aspecte de 2.20:1. Va ser creat a mitjans dels anys cinquanta als Estats Units, per Michael Todd amb la col·laboració de l'empresa American Optical.

## Història
El productor de cine Michael Todd, després d'haver abandonat el projecte Cinerama, va crear juntament amb l'empresa American Optical el Todd-AO. Aquest sistema va ser utilitzat per primer cop en la filmació de la pel·lícula Oklahoma!, dirigida per Fred Zinnermann i estrenada el 1955. En la filmació es va utilitzar una pel·lícula de 65 mm, lents gran angular i so magnètic estèreo de sis pistes. Oklahoma era una adaptació de la comèdia musical homònima creada per Richard Rodgers i Oscar Hammerstein, que van rebutjar les ofertes dels grans estudis de Hollywood i van apostar per la Magna Theatre Corporation, que mitjançant el musical pretenia estendre l'ús del format de la pantalla panoràmica de Todd-AO en les projeccions de pel·lícules al cine.
Gràcies a l'estil imaginatiu de Zinnermann es va aprofitar al màxim un format de dues pantalles panoràmiques. Com que el llençament de la tecnologia 70 mm de Todd-AO va ser lent i car, la pel·lícula es va rodar simultàniament amb el procés de 35 mm del Cinemascope per a assegurar una millor distribució d'aquesta. Malgrat les diferències de relació d'aspecte del format Todd-AO respecte al del Cinemascope, que era de 2.20:1 i 2.35:1 respectivament, la pel·lícula pràcticament no era diferent a la tecnologia usada per la competència.
Com tota innovació tecnològica, el Todd-AO aviat va tenir competència, com per exemple del Sovscope, una rèplica soviètica de 70 mm del Todd-AO. Malgrat la competència, aquest format cinematogràfic es va convertir en el sistema estandar per a 70 mm i cap al 1987, juntament amb els seus competidors, havia estat emprat en més de 300 pel·lícules d'arreu del món. La tecnologia del Todd-AO ha impactat profunament la industria cinematogràfica, i juntament amb el format VistaVision de Paramount, va permetre el pas entre la primer batalla de la gran pantalla i els nous cinemes d'avui dia.

## Característiques
Aquest sistema es basava en l'ús del negatiu de 70 mm, amb cinc perforacions d'arrossegament per fotograma i una cadència de 30 imatges per segon. Els resultats van ser increïbles, ja que la definició de la imatge era quasi tan alta com la que s'obtenia amb el Cinerama i, per tant, superior a la que oferien el CinemaScope i VistaVision.
La relació d'aspecte era de 2.20:1, però el més important era que tot això s'havia aconseguit sense utilitzar unes lents anamòrfiques que impliquessin la compressió de les imatges al negatiu. Per a projectar una pel·lícula amb aquest format es requeria una pantalla còncava, amb una curvatura de 128 graus. L'innovador equipament del Todd-AO va permetre als cines la projecció de pel·lícules de múltiples formats, entre ells el 70 mm, el Cinemascope i, fins i tot, el 35 mm.

### So
El sistema de so de Todd-AO era excel·lent. Les còpies dels films es realitzaven sobre pel·lícules de 70 mm, però els fotogrames ocupaven 65 mm de cel·luloide, així que els 5 mm sobrants s'usaven per a la inclusió del so. La banda sonora estava formada per sis pistes, cinc de les quals actuaven des de darrere de la pantalla (situats a l'esquerra, a la part central esquerra, al centre, a la part central dreta i a la dreta), i la restant alimentava una bateria d'altaveus que envoltaven l'auditori.
Un dels grans avantatges del Todd-AO era la possibilitat d'oferir diàlegs amb el sistema de so direccional; és a dir que si l'actor es trobava en el costat dret de l'enquadrament, se l'escoltaria a través del canal d'àudio situat a la part dreta de la pantalla, i així amb tots els sons.

### Incompatibilitats
El Todd-AO era un gran format cinematogràfic, però també tenia els seus inconvenients. Operava a 30 fotogrames per segon, així que no era compatible amb les reduccions de 35 mm que feien els cinemes que no comptaven amb equip de projecció per a 70 mm. Per aquesta raó, la primera producció en Todd-AO, Oklahoma de Fred Zinneman, estrenada el 1955, es va rodar també en format Cinemascope, a fi que pogués ser projectada en el major nombre de sales possible. Es va descobrir que el Todd-AO era compatible amb els projectors de CinemaScope en reduccions de 35 mm, sempre que es reduís la velocitat de rodatge i projecció a les 24 imatges per segon. Així que la segona cinta filmada a Todd-AO, La volta al món en 80 dies de Michael Anderson, estrenada el 1956, va tenir també dues versions, ambdues en el mateix sistema, però amb diferents velocitats de projecció.
Però els problemes del Todd-AO no van acabar aquí. Els exhibidors sempre s'havien mostrat contraris a instal·lar pantalles corbades a les seves sales, ja que només es podien utilitzar amb el Cinemascope i el Todd-AO, i no resultaven adequades per a la projecció de tots els altres formats més convencionals.
Michael Todd i l'American Optical van decidir canviar les especificacions del format per adequar-lo a les pantalles rectangulars planes de tota la vida. Així que la tercera pel·lícula que van realitzar, Al sud del pacífic de Joshua Logan, estrenada el 1958, es va rodar en una única versió a 24 fotogrames per segon, i a partir d'aquí aquest va ser l'estàndard de totes les produccions realitzades amb Todd-AO.

## Evolució
En 1955, amb la necessitat de millorar la qualitat de la imatge i augmentar l'estabilitat d'aquesta, el Todd-AO va introduir un nou procés de 70 mm. Amb la tecnologia de fotogrames pròpia dels anys vint del segle xix, es va introduir el format d'exhibició de Todd-AO de 70 mm afegint una banda magnètica de sis canals a l'extrem d'un negatiu de 65 mm. D'aquesta manera l'amplada del marc de la imatge era més gran.

### Versions
No obstant això, Richard Vetter, un enginyer d'American Optical, va desenvolupar dues variants del sistema. La primera d'elles, anomenada Dimension 150, era igual que el Todd-AO, però equipada amb unes lents especials que permetien captar un major angle de visió. Va ser utilitzada només en dues pel·lícules, La Bíblia (1966) de John Huston i Patton (1970) de Franklin J. Schaffner. La segona variant, anomenada Todd-AO 35, era similar al CinemaScope i va ser llançada amb el film Macbeth (1971) de Roman Polanski. Aquesta última versió es va utilitzar durant quinze anys, donant fantàstics resultats en films molt populars com: La fuga de Logan (1976) de Michael Anderson i Conan el Bàrbar (1982) de John Milius.

## Èxit
L'èxit del sistema Todd-AO i de les seves verions posteriors es va palesar amb l'aparició i introducció d'un nou estandar de pel·lícula ampla de 70 mm encara vigent avui en dia en la projecció de pel·lícules al cine. Tot i els problemes i canvis que va patir, el Todd-AO va tenir un èxit aclaparador, ja que la seva qualitat d'imatge i so era molt superior a la de la resta de formats panoràmics existents aleshores. El suport definitiu al nou format va arribar de la mà de 20th Century-Fox, que va decidir utilitzar-lo en totes les seves superproduccions, com ara Cleopatra (1963) de Joseph L. Mankievicz, reservant el Cinemascope per a les pel·lícules més normals. L'última pel·lícula rodada en Todd-AO va ser Aeroport de George Seaton, l'any 1970.

## Llistat de pel·lícules
- 1955: Oklahoma, Fred ZInneman
- 1956: La volta al món en 80 dies, Michael Anderson
- 1958: Al sud del pacífic, Joshua Logan
- 1959: Porgy and Bess, Otto Preminger
- 1960: Can-Can, Walter Lang
- 1960: The Alamo, John Wayne
- 1960: Scent of Mystery, Jack Cardiff
- 1963: Cleopatra, Joseph L. Mankievicz
- 1964: Man in the 5th Dimension, Dick Ross
- 1965: The Sound of Music, Robert Wise
- 1965: Those Magnificent Men in Their Flying Machines, Ken Annakin
- 1965: The Agony and the Ecstasy, Carol Reed
- 1966: La Bíblia, John Huston (Dimension 150)
- 1967: Doctor Dolittle, Richard Fleischer
- 1968: Star!, Robert Wise
- 1969: Hello, Dolly!, Gene Kelly
- 1970: Patton, Franklin J. Schaffner (Dimension 150)
- 1970: Aeroport, George Seaton
- 1971: Macbeth, Roman Polanski (Todd-AO 35)
- 1971: The Last Valley, James Clavell (Todd-AO 35)
- 1976: La fuga de Logan, Michael Anderson (Todd-AO 35)
- 1982: Conan el Bàrbar, John Milius (Todd-AO 35)
- 1992: Baraka, Ron Fricke (Todd-AO 35)